# Baelo Claudia
Baelo Claudia è un'antica città romana, situata a 22 km da Tarifa, in prossimità del villaggio di Bolonia, nella provincia di Cadice, nel sud della Spagna.
Adagiata su di una spiaggia nei pressi dello stretto di Gibilterra, la città originariamente era un villaggio di pescatori, la cui fondazione risale a circa 2.000 anni fa. Raggiunse la prosperità sotto l'imperatore Claudio, grazie alla posizione geografica (vero ponte tra la penisola iberica e le coste dell'Africa settentrionale), e alle intense relazioni commerciali con il porto dell'attuale città marocchina di Tangeri.
Alcuni terremoti accentuarono il progressivo declino della città, che fu totalmente abbandonata nel VI secolo d.C..

## Storia
Baelo Claudia fu fondata alla fine del II secolo a.C. per effetto degli scambi commerciali con il Nord Africa. Può essere che Baelo Claudia svolgesse alcune funzioni amministrative governative, ma le primarie fonti di ricchezza erano la pesca del tonno, la salatura e la produzione del garum La città era tanto prospera da meritare il titolo di municipium dall'imperatore Claudio.
Il tenore di vita dei suoi abitanti raggiunse il massimo splendore tra il I secolo a.C. e il II secolo d.C.. Comunque, verso la metà del II secolo d.C., la città iniziò a declinare, probabilmente a seguito di un intenso terremoto, che ne distrusse una gran parte.  Oltre a questi disastri naturali, verso il III secolo d.C. la città fu assediata da orde di pirati, sia celtici sia barbari. Sebbene successivamente, nello stesso secolo, la città abbia visto una debole rinascita, verso il VI secolo fu definitivamente abbandonata.

## Il sito archeologico
Gli scavi hanno rivelato le vestigia più complete per una città romana dell'intera penisola iberica, con monumenti di estremo interesse come la basilica, il teatro, il macellum e il tempio di Iside. Il contesto spettacolare nel Parco Nazionale dello Stretto di Gibilterra permette al visitatore di vedere la costa del Marocco. Un moderno centro visite mostra molteplici manufatti e un'introduzione completa al sito. Il centro visite è anche dotato di parcheggio, aree in ombra, toilette, negozio e belle vedute del mare. L'ingresso è gratuito ai cittadini dell'Unione europea esibendo un documento d'identità.
Il sito archeologico di Baelo Claudia conserva gli elementi più rappresentativi di una tipica città romana. In particolare, vi sono:
- una cerchia di mura a protezione dell'abitato, in cui si aprono le porte principali;
- edifici amministratitivi, come la curia (senato locale), l'archivio pubblico (tabularium), il foro, la basilica per la celebrazione dei processi, un tempio per la dea egiziana Iside, come pure dei templi per Giunone, Giove e Minerva.  Ciascun dio ha un suo proprio tempio individuale, piuttosto che un tempio loro dedicato in forma collettiva. L'unica altra città che si ritiene abbia avuto una simile disposizione è Sbeitla in Tunisia;
- oltre a ciò, vi si trovano vestigia di tabernae, un macellum, bagni (termae) e di un teatro.

Tre acquedotti rifornivano di acqua la città. Vi sono poi evidenze di una zona industriale di cui rimangono strade, installazioni per la produzione di garum e di un sistema fognario.
Nessun altro sito nella penisola iberica rende una tale visione completa dell'esperienza urbana romana, esperienza che i visitatori moderni possono effettuare percorrendo il sentiero che circonda la città.

## Galleria d'immagini

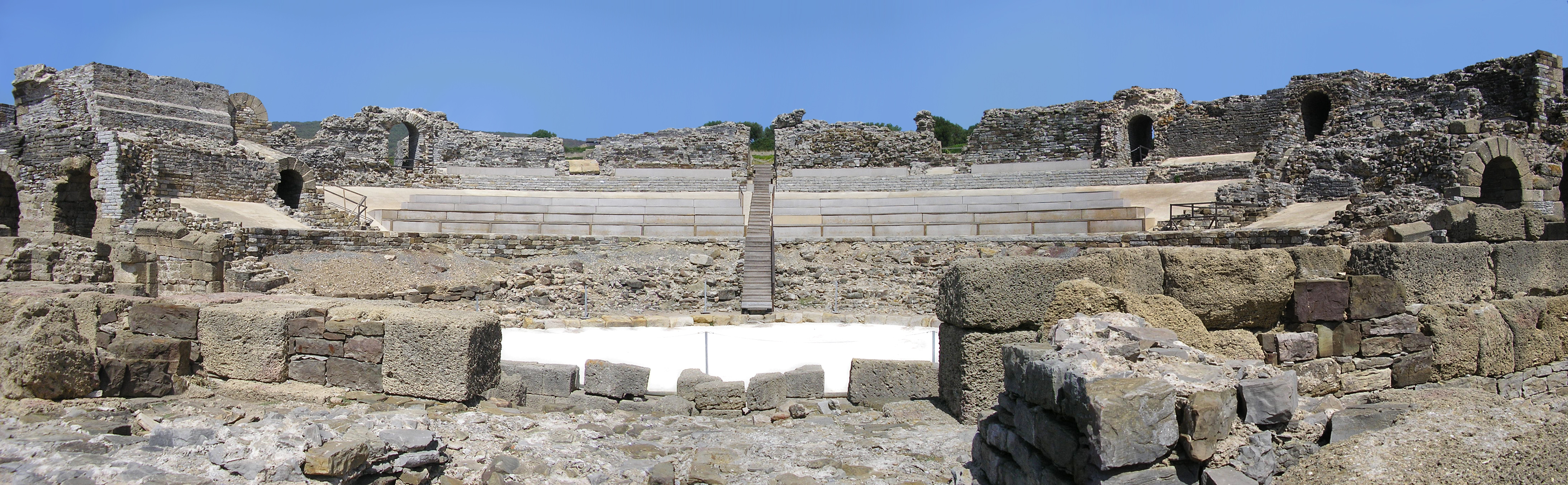
Teatro romano
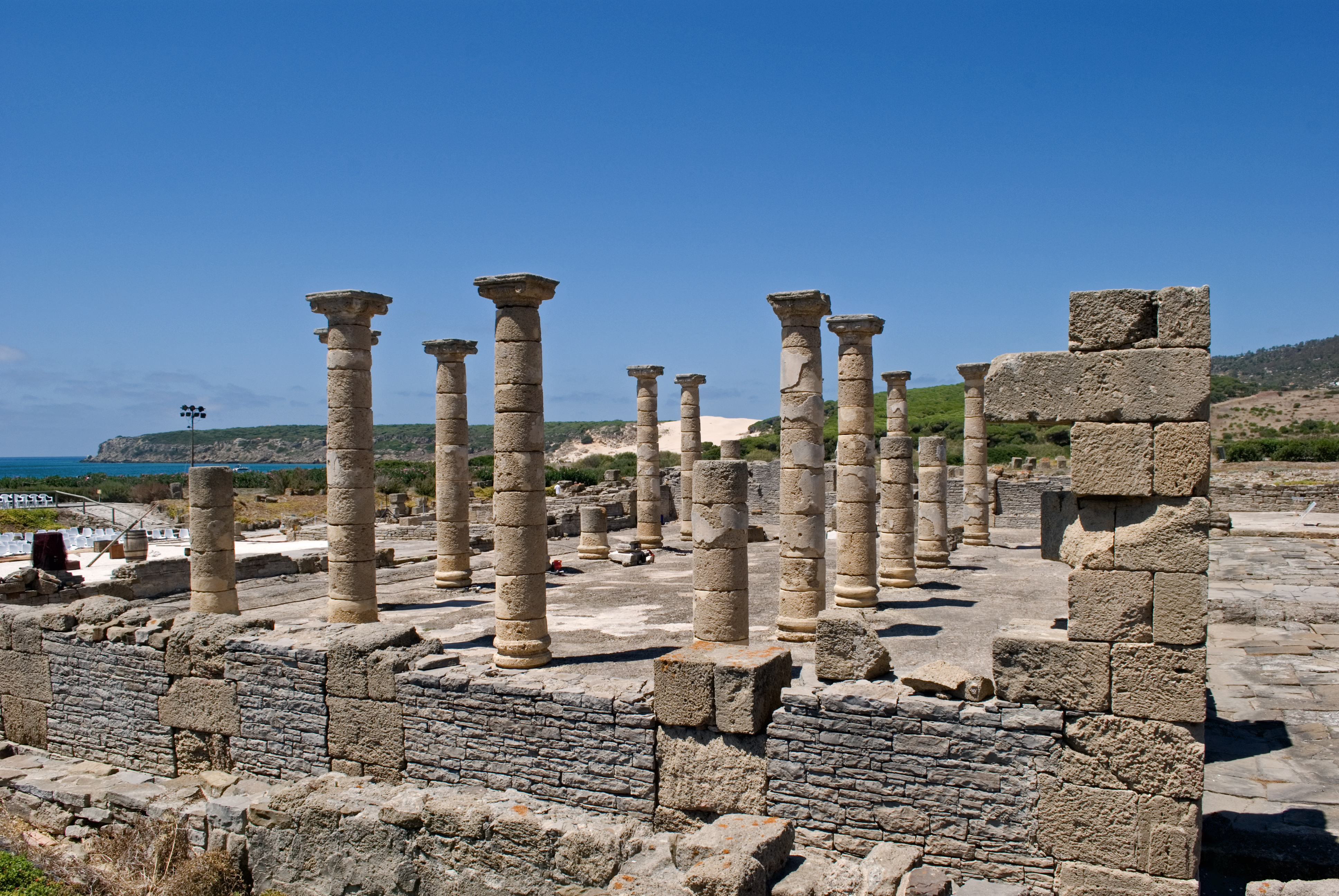
La basilica